# Craspedolepta campestris
Craspedolepta campestris är en insektsart som beskrevs av Lauterer och Burckhardt 2004. Craspedolepta campestris ingår i släktet Craspedolepta och familjen rundbladloppor. Inga underarter finns listade i Catalogue of Life.